# Aloria
Aloria est un hameau de la commune d'Amurrio en Alava dans la communauté autonome du Pays basque. Il a le statut de concejo.